# Зелёный луч (роман)
«Зелёный луч» (фр. Le Rayon vert) — приключенческий роман французского писателя Жюля Верна, входящий в цикл «Необыкновенные путешествия». Написан в 1882 году. В книге нашли отражение впечатления от поездки Жюля Верна с его другом Иньяром в Англию и Шотландию летом 1859 года.

## Публикации
Роман впервые был опубликован в газете Le Temps с 17 мая по 23 июня 1882 года. Первое книжное издание, в которое также вошёл рассказ «Десять часов на охоте», увидело свет 24 июля 1882 года. Этот рассказ и роман также вошли в иллюстрированное издание (44 иллюстрации к роману сделал Леон Бенет), вышедшее 23 октября 1882 года; они же, вместе с романом «Школа Робинзонов», составили семнадцатый «сдвоенный» том «Необыкновенных путешествий», изданный 13 ноября 1882 года.

## Сюжет
Книга разбита на 23 главы.
Избалованная молодая девушка сирота Хелина Кэмпбелл живёт в доме своих дядей братьев Мелвилл. Они желают её свадьбы с аристократом Аристобулусом Урсиклосом, гениальным учёным, который не нравится самой Хелине. Она, желая отдалить неугодную женитьбу, говорит, что не выйдет замуж, пока не увидит зелёный луч. Мелвиллы, Хелина, их служанка Элизабет и дворецкий Патридж «гоняются» за зелёным лучом по всем Гебридским островам, попадая в пугающие и комические ситуации. По ходу путешествия Хелина знакомится с молодым художником Оливером Синклером, смельчаком и романтиком, и влюбляется в него.

### Жанровое и сюжетное своеобразие романа
«Произведение редкого изящества» , «Зелёный луч» стоит несколько особняком в цикле «Необыкновенные путешествия». По мнению отечественного исследователя, эту книгу трудно назвать романом: «скорее это поэма о водной стихии» , где море является чуть ли не главным «действующим лицом». Здесь большую роль играет любовная интрига (при работе над книгой Верна особенно заботил характер главной героини, который должен был сочетать оригинальность и даже эксцентричность с естественностью ), а также сильно ощущается влияние шотландских легенд. Роман точно воссоздает шотландский маршрут героев и насыщен отсылками к произведениям Вальтера Скотта, а ключевой эпизод книги разворачивается в знаменитой Фингаловой пещере (которая ассоциировалась у читателей XIX века прежде всего с увертюрой Феликса Мендельсона). Кроме того, именно благодаря этому роману такой — ранее известный лишь узкому кругу естествоиспытателей — научный феномен, как «зелёный луч», становится достоянием широкой публики .

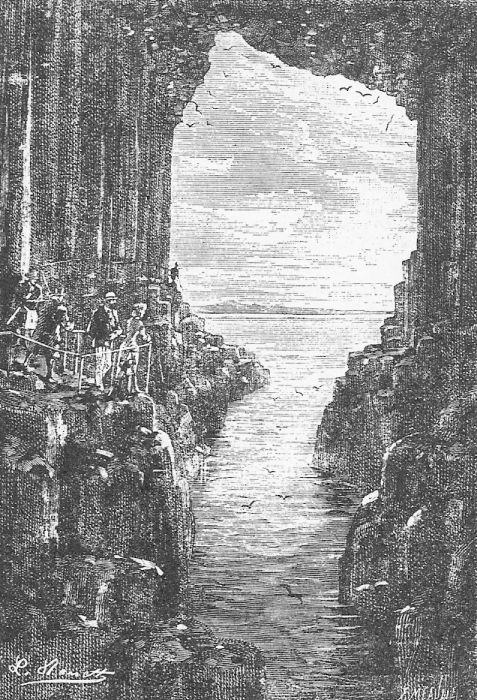
Фингалова пещера. Иллюстрация Леона Беннета к роману "Зелёный луч".

## Интересные факты
- Роман был переведен в России уже в 1882 году.
- В честь романа был назван сорт гаванских сигар.
- В основу романа положена шотландская легенда о Зелёном Луче, который дарит счастье каждому, увидевшему его.
- Дань уважения Жюлю Верну и его относительно малоизвестному роману выказывает Клод Фаррер в своем романе-очерке "Прогулка по Дальнему Востоку", отмечая частоту наблюдения феномена зеленого луча в Красном море.